# 333029 Sallitt
333029 Sallitt è un asteroide della fascia principale. Scoperto nel 2007, presenta un'orbita caratterizzata da un semiasse maggiore pari a 2,370642 UA e da un'eccentricità di 0,117004, inclinata di 2,471949° rispetto all'eclittica. Ha un diametro di 2,017 km.